# 北陸本線
北陸本線（日语：／ Hokuriku honsen */?）是一條連結滋賀縣米原市的米原站至福井縣敦贺市的敦贺站，屬於西日本旅客鐵道（JR西日本）的鐵路線（幹線）。
这条线路最初是从新潟县上越市的直江津站一直延伸至米原站的线路，2015 年和 2024 年随着北陆新干线延长线的开通而移交给第三部门铁路的路段，请参见 "概要"部分所列的文章。

## 概要
北陆本线是，从滋贺县舞米原市向北延伸至福井县敦贺市的铁路路线，在米原站连接东海道新干线、东海道本线（JR西琵琶湖线和 JR东海东海道线）和近江铁道本线，在敦贺站连接北陆新干线、小滨线和第三部门铁道的Hapi-line Fukui线。
一直到2015年3月14日之前，北陸本線原本是由米原一路連結至新潟縣的直江津，全長353.8公里。但配合北陸新幹線的通車，金澤至直江津間的路段轉由三間第三部門鐵道公司營運，其中石川縣內的路段交予IR石川鐵道（IRいしかわ鉄道）經營，富山縣內路段由愛之風富山鐵道（あいの風とやま鉄道）承接，而新潟縣內路段則是轉移至越後朱鷺鐵道（えちごトキめき鉄道）旗下繼續營運，而敦賀至金澤間則自2024年3月16日起，石川縣內的IR石川鐵道运营路段延伸至大聖寺，福井縣內路段由Hapi-line Fukui經營。
| 区间                              | 距离     | 经营者          | 路线名            | 移交（废止）时间 |
| --------------------------------- | -------- | --------------- | ----------------- | ---------------- |
| 米原站 - 敦賀站                   | 45.9 km  | JR西日本        | 北陸本线          | 存续             |
| 敦贺站 - 大圣寺站（福井县区间）   | 84.3 km  | Hapi-line Fukui | Hapi-line Fukui线 | 2024年3月16日    |
| 大圣寺站 - 金泽站（石川县区间）   | 46.4 km  | IR石川铁道      | IR石川铁道线      | 2024年3月16日    |
| 金泽站 - 俱利伽羅站（石川县区间） | 17.8 km  | IR石川铁道      | IR石川铁道线      | 2015年3月14日    |
| 俱利伽羅站 - 市振站（富山县区间） | 100.1 km | 爱之风富山铁道  | 爱之风富山铁道线  | 2015年3月14日    |
| 市振站 - 直江津站（新潟县区间）   | 59.3 km  | 越后心动铁道    | 日本海翡翠线      | 2015年3月14日    |

目前大部份行駛於北陸本線上的列車都是由大阪府大阪市的大阪或愛知縣的名古屋出發的特急列车，並均以敦賀作為終點。因大阪、名古屋到敦賀間尚無新幹線，為滿足中部地方及關西地方往返北陸地方的交通需求，特急列車班次多，成為日本特急列車較集中的地區，也同時有不少貨物列車行駛於此線，是日本海縱貫線的一部分。
JR西日本成立後，米原站－長濱站間對東海道本線的米原站－京都站間設定琵琶湖線的䁥稱，1999年起米原站－近江鹽津站間根據旅客營業規則編入大都市近郊區間的「大阪近郊區間」。該路段位於IC乘車卡「ICOCA」的近畿圈地域。
除此以外，日本貨物鐵道（JR貨物）的通稱「敦賀港線」用來稱呼敦賀站－敦賀港站間的貨物支線，但這條支線已於2009年起不再有列車行駛，2019年4月1日起正式廢止。

## 路線資料
※詳細路線圖請參考：北陸本線RDT
- 管轄、路線距離（營業距離）：
  - 西日本旅客鐵道（第一種鐵道事業者）、日本貨物鐵道（第二種鐵道事業者）：
    - 米原站－敦贺站間 45.9公里
- 軌距：1,067毫米
- 站數：12个（起终点站包含）
  - 若只限屬於北陸本線内的旅客站，属于东海道本线的米原站则不算[6]，这样則只有11個[3]。
- 複線路段：全部
  - 經營移管第三部門的路段也是複線。
- 電氣化路段：全部（直流電1,500 V）
- 閉塞方式：複線自動閉塞式（米原站－金澤站間）
- 保安裝置：
  - 米原站－長濱站間：ATS-P（據點P方式）與ATS-SW[1]
  - 長濱站－敦贺站間：ATS-SW
- 最高速度
  - 米原站－近江鹽津站間：120公里/小時[1]
  - 近江鹽津站－敦贺站間：130公里/小時[1]
- 運轉指令所（日语：運転指令所）：
  - 全区间：近畿綜合指令所（日语：近畿総合指令所）
- 列車運行管理系統（日语：列車運行管理システム）：JR京都、神戶線運行管理系統（日语：アーバンネットワーク運行管理システム）（米原站－近江鹽津站間）[1]
- IC卡乘车对应区间：
  - ICOCA区域：全线（米原站 - 近江盐津站间支持PiTaPa后付费服务）

## 运行形态

### 优等列车
以下列车作为优等列车在北陆本線运行。有关各列车的历史，请参阅下面的列车链接。
- 京都・大阪方向
  - 特急 “雷鸟”（大阪站和敦贺站之间）
- 舞原・名古屋方向
  - 特急 “白鹭”（名古屋站和米原站 - 敦贺站之间）

### 当地地区的运营
在此之前，许多长途的普通列车都是由客车车厢组成，会在北陆本线内运行，但随着使用列车改为电联车，列车的运行区间逐渐缩短，区间列车的数量增加。
2006 年 10 月 21 日，"新快速"号开始驶入敦贺站；敦贺站至金泽站之间的列车（小松站至金泽站之间的部分列车除外）于 2011 年 3 月 12 日由新的 521 系列车取代后。原则上而言，运行系统在金泽站会被分割。越过金泽站，直通前往松任・小松方向和七尾线・富山方向的列车于 2014 年 3 月 14 日停运，越过敦贺站直接连接长滨站和湖西线方向以及福井方向的列车也于 2023 年 3 月 17 日停运。
由于有许多特快列车和货物列车在运行，普通列车经常需要等待特快列车和货物列车，有些列车等待接驳或通过的时间超过 30 分钟。 普通列车之间的接驳也有超过 40 分钟的情况。

#### 米原站 - 敦贺站
| 种类＼车站 | …         | 米原    | 米原    | …       | 长滨    | 长滨    | …       | 近江盐津 | 近江盐津 | …     | 敦贺  | 敦贺  |
| ---------- | --------- | ------- | ------- | ------- | ------- | ------- | ------- | -------- | -------- | ----- | ----- | ----- |
| 特急       | 名古屋←   | 0.5班   | 0.5班   | 0.5班   | 0.5班   | 0.5班   | 0.5班   | 0.5班    | 0.5班    | 0.5班 | 0.5班 | 0.5班 |
| 特急       |           | 0.5班   |         |         |         |         |         |          |          |       |       |       |
| 特急       | 湖西线←   | 湖西线← | 湖西线← | 湖西线← | 湖西线← | 湖西线← | 湖西线← | 1班      | 1班      | 1班   | 1班   | 1班   |
| 新快速     | 京都方面← | 1班     | 1班     | 1班     | 1班     | 1班     | 1班     | 1班      |          |       |       |       |
| 新快速     | 湖西线←   | 湖西线← | 湖西线← | 湖西线← | 湖西线← | 湖西线← | 湖西线← | 1班      | 1班      | 1班   | 1班   |       |

一般每小时有一到两班列车。 越靠近敦贺站，列车数量越少，基本上只有新快速列车在白天运行。

##### 新快速
在北陆本线上，新快速列车在每个车站都会停靠，但列车类型不会变为普通列车，仍然是 "新快速"。
新快速列车会在敦贺站、近江盐津站或长滨站始发或终到，经由东海道本线、山阳本线（琵琶湖线、JR京都线和 JR神户线）行驶，也有经由湖西线的班次，直到姬路站、山阳本线的网干站和赤穗线的播州赤穗站。 其中，白天时段往返敦贺站的新快速列车会通过湖西运行。其他新快速列车则从山阳本线的上郡站开往近江盐津站。 由于月台长度的原因，往返于长浜站的列车为8 节车厢编组，而往返于敦贺站和近江盐津站的列车则为4节车厢编组。
白天，通过湖西线往返敦贺站的列车，以及经由往返近江盐津站的列车约为每小时一班。 作为琵琶湖环线概念实施的一部分，白天经由湖西线往返敦贺站的新快速列车和经由长滨站往返近江盐津站的新快速列车可以面对面换乘。此外，早上和傍晚还运营往返长滨站的列车。

##### 快速・临时快速
从 2006 年 10 月 21 日开始，快速列车在敦贺站和京都站之间往返运行（清晨从敦贺出发，夜间从京都出发）。 北陆本线也有经由湖西线，仅在近江盐津站和敦贺站之间运营的列车，在北陆本线的每个车站（包括新疋田站）都有停靠站。
在北陆新干线于2024年3月16日开始运行之前，特急列车“白鹭”有早晨前往米原 和 深夜前往敦贺的班次（在米原站与可以与东海道新干线接驳换乘）停运。 但当天之后开行了代替原先特急班次的临时快速，这些列车 早上的班次06:00 从敦贺发车，晚上的班次22:00 自米原发车，中间不停车，且沿用当时停运的特急"白鹭"的时刻表。由于难以评估需求，JR 西日本决定将其作为临时列车而非定期列车，但目前每天都会运行。
该列车为四节车厢编组的 223系 或 225 系列车，车厢上的标志显示为 "临时"。 该列车会与往返于Hapi-line Fukui线福井站与敦贺站之间的快速列车接驳换乘。

##### 普通
普通列车在早上和傍晚与上述新型快速列车互为补充。除了全线运行的列车外，还有往返于长浜站和近江盐津站的区间列车。 不过，近江盐津站和敦贺站之间没有定期的区间列车。
此外，近江今津站还会始发终到直通进入于湖西线的列车，其中许多列车直接开往敦贺。不过，傍晚 19:00 还有一班经由湖西线从敦贺开往京都的定期班车，以及一班经由近江盐津站从近江今津站开往米原站的定期班车（在同一车站换乘）。此外，还有一班直通东海道本线从京都始发开往长滨的定期列车（平日两班，周六和节假日一班）运行，但相反的从长滨开往京都的定期列车在 2014 年 3 月 15 日修订时刻表之后消失了。
一些直通进入东海道本线的普通列车在京都站或高槻站以西作为快速列车运行，这些列车在京都站或高槻站会从普通列车改变种别为快速列车（从大阪方向则相反），其列车编号在米原站之后与新快速列车一样发生变化。

## 使用車辆
北陆本线的所有列车均由JR西日本运营，使用以下车辆。

### 优等车辆
更多信息，请参见各车辆的词条。
- 电联车
  - 681系 - 隶属于JR西日本吹田综合车辆所（担当特急“雷鸟”和 “白鹭”）。
  - 683系 - 隶属于JR西日本吹田综合车辆所（担当特急“雷鸟”和 “白鹭”）。

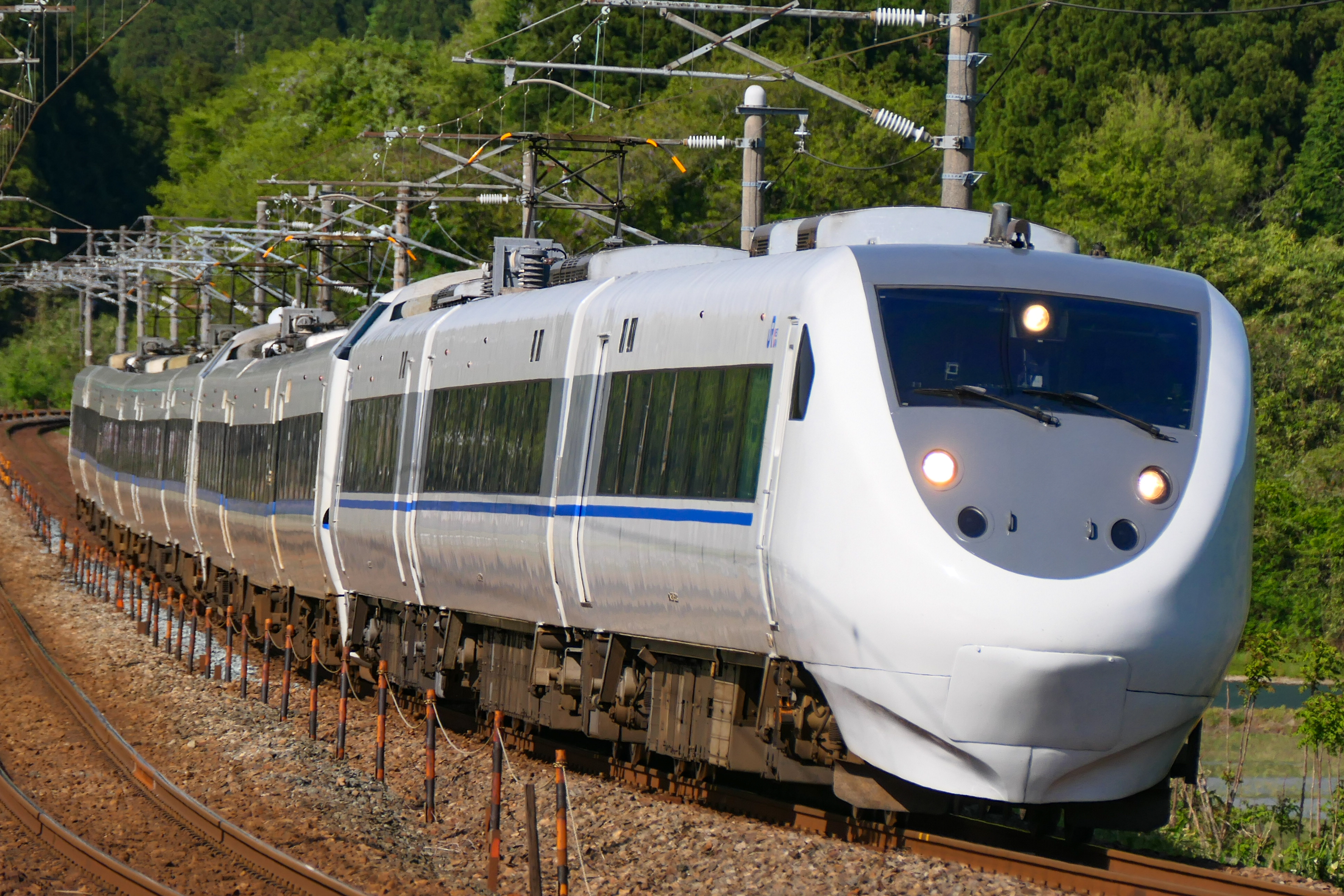
681系
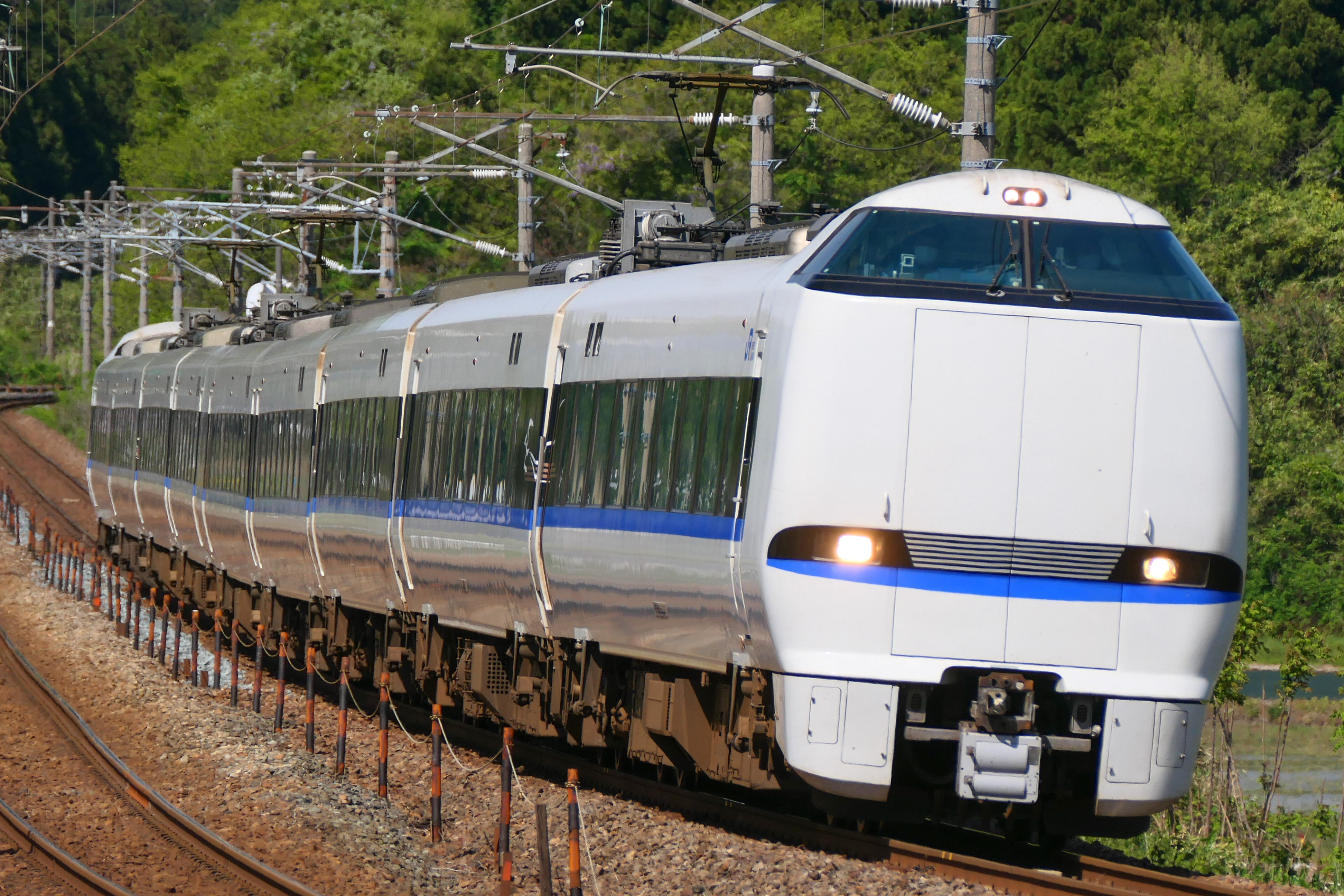
683系

### 普通列车
- 电车
  - 223系1000番台、2000番台 - 隶属于网干综合车辆所
  - 225系0番台、100番台 - 隶属于网干综合车辆所
    - 223系1000番台和2000番台列车以及225系0番台和100番台列车，在本线路的米原站和敦贺站之间会担当新快速列车、快速列车和普通列车的运行。
    - 但是，由于米原站和长浜站（包括长滨站）之间的车站，其有效站台长度限制为 8 节车厢的长度；长浜站和敦贺站之间的车站，其有效站台长度限制为 4 节车厢的长度，因此北陆本线从未运行过 12 节车厢的列车。因此，在近江盐津站或敦贺站始发终到的列车，在运行于米原站 - 近江盐津・敦贺站之间，以及运行于近江今津站 - 近江盐津・敦贺站之间的列车，均以四节车厢编组的列车运行。不实施单人运转措施。
    - 与运行于东海道本线内的时候不同，在北陆本线内运行的列车，车门是需要乘客通过按钮半自动打开和关闭的。

  - 521系 - 敦贺地域铁道部・金泽综合车辆所
    - 自 2024 年 3 月 16 日起，这些列车将作为普通列车在本线的所有路段运行。列车编组通常有两节车厢编组或四节车厢编组。 自 2011 年 4 月 1 日起，车门全年采用按钮半自动开关方式。不实行单人运行。

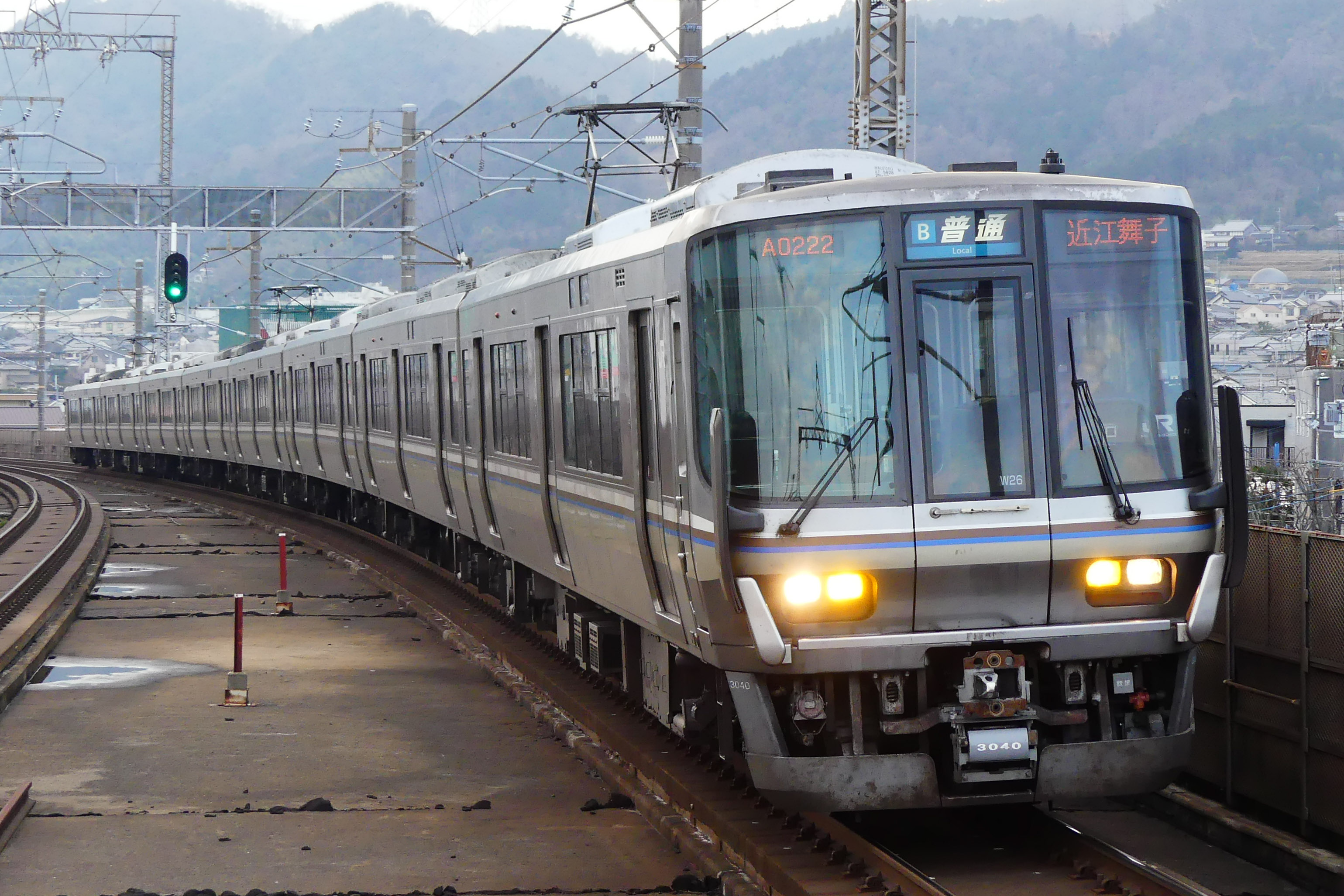
223系2000番台
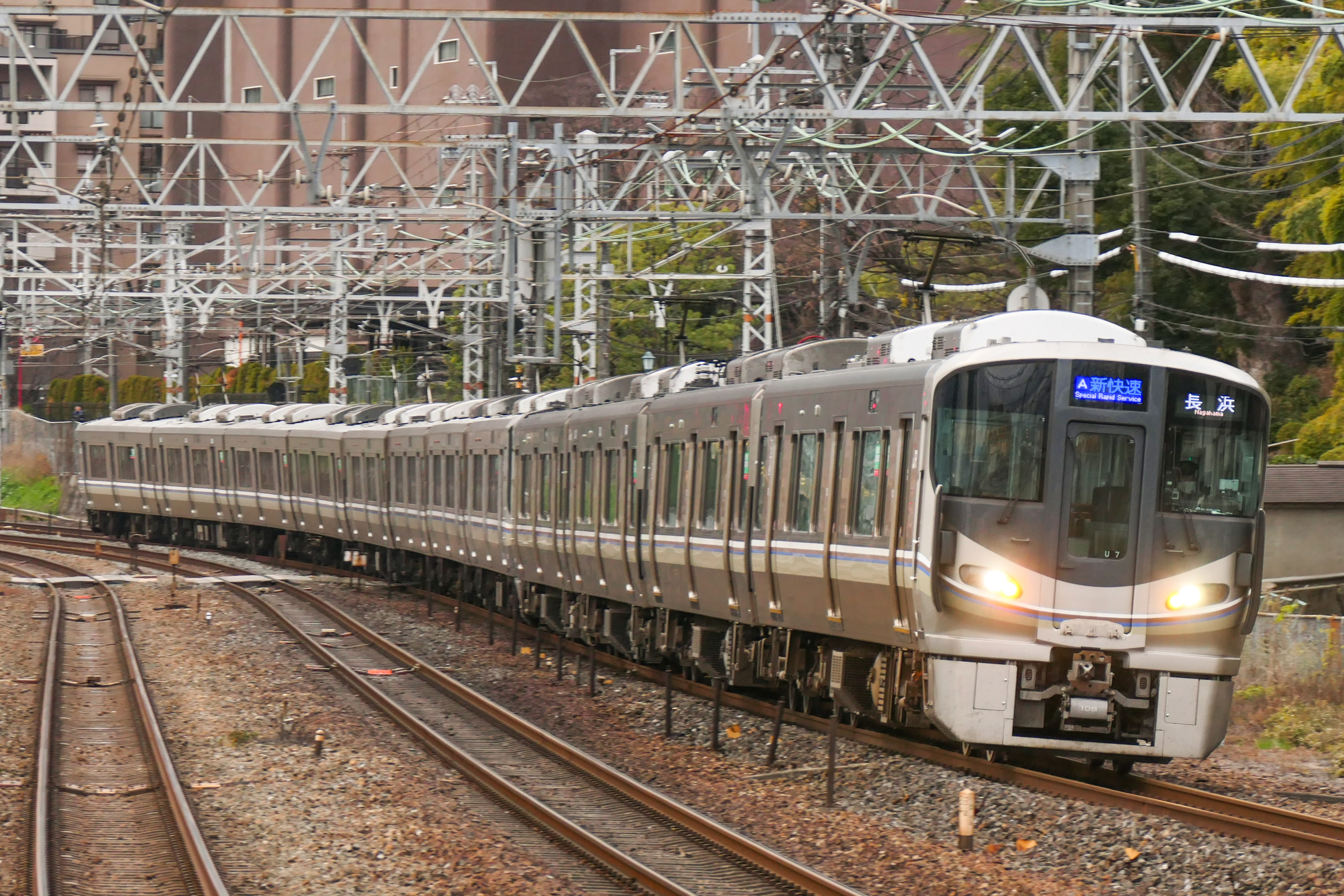
225系100番台
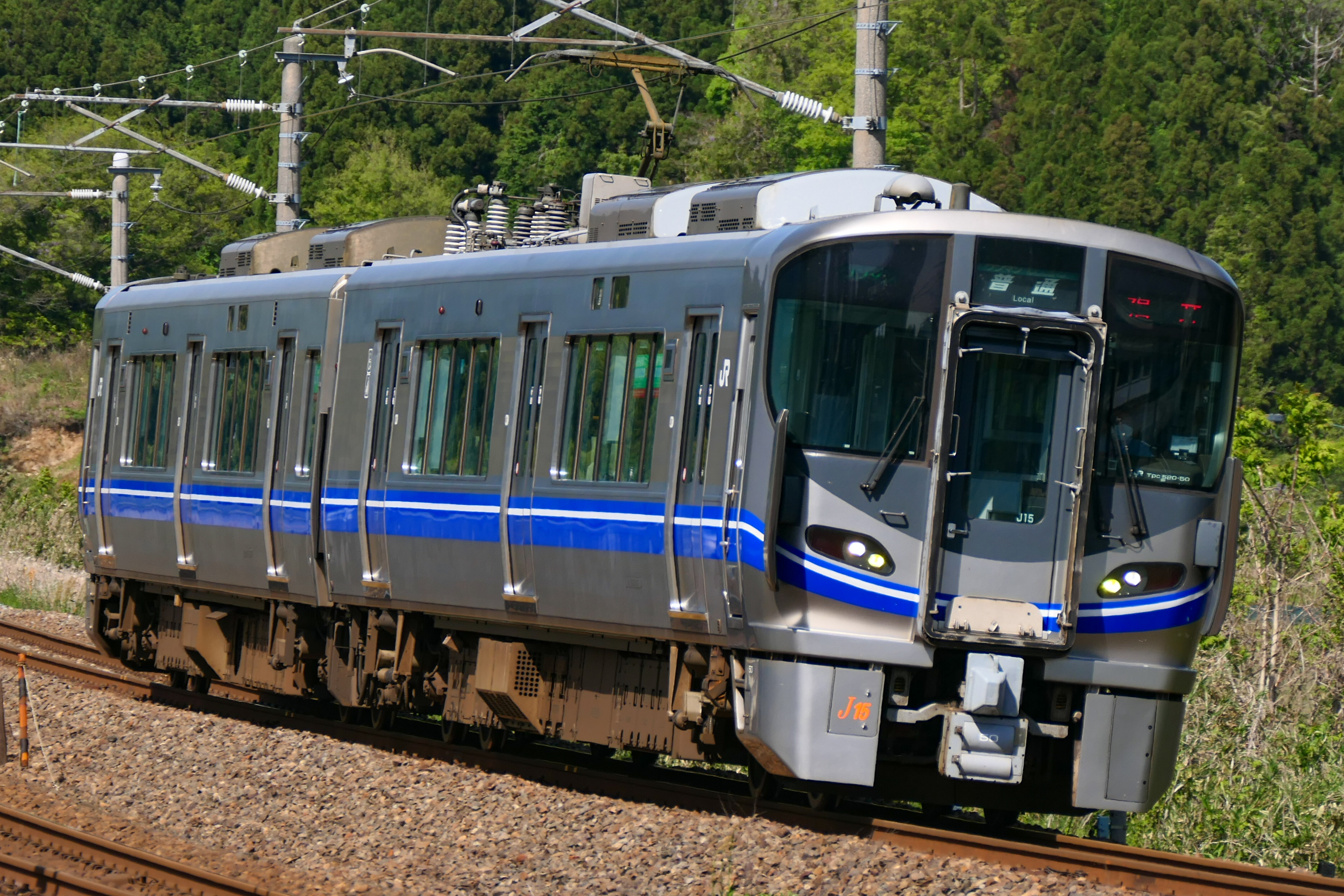
521系

## 車站列表
- （貨）：貨物專用站，◇、■：貨物處理站（貨物專用站除外。◇沒有定期貨物列車發着，■是線外貨運站）

- 停靠站
  - 新快速、快速、普通…停靠所有車站
  - 临时快速…只在米原站与敦贺站停车（表中省略）
  - 特急…優等列車等參見各列車條目
- 全線直流電電氣化
- 車站編號在2018年3月起引入[7]

| 車站編號 | 中文站名 | 日文站名 | 英文站名 | 站間營業距離 | 累計營業距離 | 接續路線                                                                                                 | 所在地 | 所在地 |
| -------- | -------- | -------- | -------- | ------------ | ------------ | --- | ------ | ------ |
| JR-A12   | 米原     |          |          | -            | 0.0          | 西日本旅客鐵道： 東海道本線（琵琶湖線） 東海旅客鐵道： 東海道新幹線、 東海道本線（CA 83） 近江鐵道：本線 | 滋賀縣 | 米原市 |
| JR-A11   | 坂田     |          |          | 2.4          | 2.4          | | 滋賀縣 | 米原市 |
| JR-A10   | 田村     |          |          | 2.3          | 4.7          | | 滋賀縣 | 長濱市 |
| JR-A09   | 長濱     |          |          | 3.0          | 7.7          | | 滋賀縣 | 長濱市 |
| JR-A08   | 虎姬     |          |          | 5.1          | 12.8         | | 滋賀縣 | 長濱市 |
| JR-A07   | 河毛     |          |          | 2.8          | 15.6         | | 滋賀縣 | 長濱市 |
| JR-A06   | 高月◇    |          |          | 2.6          | 18.2         | | 滋賀縣 | 長濱市 |
| JR-A05   | 木之本   |          |          | 4.2          | 22.4         | | 滋賀縣 | 長濱市 |
| JR-A04   | 余吳     |          |          | 4.1          | 26.5         | | 滋賀縣 | 長濱市 |
| JR-A03   | 近江鹽津 |          |          | 4.9          | 31.4         | 西日本旅客鐵道： 湖西線                                                                                  | 滋賀縣 | 長濱市 |
| JR-A02   | 新疋田   |          |          | 7.8          | 39.2         | | 福井縣 | 敦賀市 |
| JR-A01   | 敦賀◇    |          |          | 6.7          | 45.9         | 西日本旅客鐵道： 北陆新幹線、小濱線 Hapi-line Fukui：■ Hapi-line Fukui線                                 | 福井縣 | 敦賀市 |

1. ↑  湖西線的正式終點是北陸本線近江鹽津站，運行系統上除一部分列車外直通至敦賀站

### 廢除路段

#### 經營移管路段
- 北陸新幹線金澤延伸後移管至第三部門的路段。敦賀站－大聖寺站間移管至Hapi-line Fukui。大聖寺站－俱利伽羅站間移管至IR石川鐵道，俱利伽羅站－市振站間移管至愛之風富山鐵道，市振站－直江津站間移管至越後心跳鐵道。設置站、站名以移管前一日為準。
- 此路段的現狀詳細參見「Hapi-line Fukui線」「IR石川鐵道線」「愛之風富山鐵道線」「日本海翡翠線」。

敦賀－南今庄－今庄－湯尾－南条－王子保－武生－鯖江－北鯖江－大土吕－越前花堂－（貨）南福井－福井－森田－春江－丸岡－芦原温泉－細吕木－牛之谷－大聖寺－加賀温泉－動橋－粟津－小松－明峰－能美根上－小舞子－美川－加賀笠間－西松任－松任－野野市－西金澤－金澤－（貨）金澤貨物總站－東金澤－森本－津幡－俱利伽羅－石動－福岡－西高岡－高岡－越中大門－小杉－吳羽－富山－（貨）富山貨物－東富山－水橋－滑川－東滑川－魚津－黑部－生地－西入善－入善－泊－越中宮崎－市振－親不知－青海－糸魚川－梶屋敷－浦本－能生－筒石－名立－有間川－谷濱－直江津

#### 其他的廢除路段
名稱（包括其他車站、信號場等）以廢除時為準。參見柳瀨線。（）內是起點起計的營業距離。
敦賀－今庄間（1962年廢除，通稱：杉津線/山中線）
敦賀（0.0公里）－深山信號場（2.3公里）－新保（5.9公里）－葉原信號場（9.3公里）－杉津（12.9公里）－山中信號場（17.8公里）－大桐（21.1公里）－今庄（26.4公里）
貨物支線（1943年廢除）
敦賀港站（0.0公里）－敦賀新港站（1.2公里）
貨物支線（1986年廢除）
東富山站（0.0公里）－富山操車場（3.8公里）－蓮町站（8.5公里）
※東富山－富山操車場間是與本線的二重戶籍路段。
貨物支線（2019年4月1日起廢除，通稱：敦賀港線）
敦賀站（0.0公里）－敦賀港站（2.7公里）

#### 改線路段
- 今站－湯尾站
- 牛之谷站－熊坂信號場－大聖寺站
- 俱利伽羅站－安樂寺信號場－石動站
- 市振站－風波信號場－親不知站－黑岩信號場－青海站
- 浦本站－木浦信號場－能生站－百川信號場－筒石站－西名立信號場－名立站－有間川站
- 有間川站－谷濱站
- 谷濱站－鄉津站（日语：郷津駅）－直江津站

### 廢站
#廢除路段的車站除外。括弧內是米原站起計的營業距離。
- 法性寺站：1940年廢除（2.6公里）
- 田村站（初代）：1940年廢除（4.6公里）
- 大寺站：1886年廢除（約13.3公里）
- 河毛站（初代）：1886年廢除（約15.8公里）
- 井之口站：1897年廢除、高月－木之本間（約19.7公里）
- 北福井臨時乘降場：1951年廢除、福井－森田間（約100.3公里）
- 越前下關站：1940年廢除、丸岡－蘆原溫泉間（114.9公里） - 三國線直通汽油車專用站。1938年6月開業[9]。

經營移管至第三部門的路段
- 濱黑崎臨時停車場（日语：浜黒崎仮停車場）：1948年廢除、東富山－水橋間（245.3公里）
- 鄉津站（日语：郷津駅）：1969年廢除、谷濱－直江津間（谷濱起2.4公里，至直江津4.5公里）

### 廢除信號場
#廢除路段的信號場除外。括弧內是米原站起計的營業距離。
- 沓掛信號場：1966年廢除、近江鹽津站－新疋田站間（約33.5公里）- 跡地由現在的近江鹽津站吸收。
- 鳩原信號場（日语：鳩原信号場）：1963年廢除、新疋田站－敦賀站間（約44.7公里）
- 九頭龍臨時信號場：1949年廢除、福井站－森田站間（約101.3公里）
- 熊坂信號場：1963年廢除、牛之谷站－大聖寺站間（127.2公里）
- 松梨信號場：1963年廢除、明峰站附近（151.5公里）

經營移管至第三部門的路段
- 花園信號場：1938年廢除、森本站－津幡站間（185.1公里）
- 安樂寺信號場：1962年廢除、俱利伽羅站－石動站間（約199.1公里）
- 千保川信號場：1965年廢除、西高岡站－高岡站間（214.8公里）
- 田刈屋信號場（日语：田刈屋信号場）：1956年廢除、吳羽站－富山站間（234.7公里，高山本線 西富山站－富山站間，岐阜起計224.4公里）
- 上市川信號場：1966年廢除、水橋站－滑川站間（250.6公里）
- 角川信號場：1968年廢除、東滑川站－魚津站間（258.9公里）
- 片貝信號場：1969年廢除、魚津站－黑部站間（約276.0公里）
- 小川信號場：1967年廢除、入善站－泊站間（282.6公里）
- 風波信號場：1966年廢除、市振站－親不知站間（市振站起計5.9公里，至親不知站2.5公里）
- 黑岩信號場：1966年廢除、親不知站－青海站間（親不知站起計4.2公里，至青海站1.1公里）
- 姬川信號場：1968年廢除、青海站－糸魚川站間（青海站起計3.2公里，至糸魚川站3.5公里）
- 木浦信號場：1969年廢除、浦本站－能生站間（浦本站起計4.1公里，至能生站1.5公里）
- 百川信號場：1969年廢除、能生站－筒石站間（能生站起計4.3公里，至筒石站2.1公里）
- 西名立信號場：1969年廢除、筒石站－名立站間（筒石站起計4.1公里，至名立站2.5公里）

### 過去的接續路線
- 武生站：南越線（日语：福井鉄道南越線）…社武生站
- 鯖江站：鯖浦線（日语：福井鉄道鯖浦線）
- 丸岡站：丸岡線（日语：京福電気鉄道丸岡線）
- 金津站（現在的蘆原溫泉站）：三國線、永平寺線（日语：京福電気鉄道永平寺線）
- 大聖寺站：山中線
- 動橋站：
  - 片山津線
  - 山代線…新動橋站
- 粟津站：粟津線…新粟津站
- 小松站：
  - 小松線
  - 尾小屋鐵道（日语：尾小屋鉄道）…新小松站
- 寺井站（現在的能美根上站）：能美線…新寺井站
- 松任站：松金線
- 金澤站：
  - 金澤市內線…金澤站前停留場
  - 金石線…中橋站

經營移管至第三部門的路段
- 東金澤站：北陸鐵道金澤市内線…東金澤站前停留場
- 石動站：加越線
- 富山站：富山港線
- 黑部站：富山地方鐵道黑部支線、富山電氣鐵道石田線

## 延伸閱讀
- 富山県地域交通ビジョン（页面存档备份，存于） - 富山県
- ノーマイカー県民運動（页面存档备份，存于） - 富山県
- パークアンドライドの利用[永久] - 富山県
- 運輸省鉄道局監修『鉄道要覧』平成九年度版、電気車研究会。
- 宮脇俊三・原田勝三編『全駅全線 鉄道の旅』7 北陸・山陰JR私鉄2300キロ、1991年、小学館。
- 宮脇俊三編著『鉄道廃線跡を歩く - 失われた鉄道実地踏査60』1995年、JTB、p.96 - p.98。ISBN 4-533-02337-1。
- 宮脇俊三編著『鉄道廃線跡を歩くVIII - 失われた鉄路の情景実地踏査60』2001年、JTB、p.86 - p.88。ISBN 4-533-03907-3。
- 宮脇俊三編著『鉄道廃線跡を歩くIX - 実施踏査消えた鉄道60』2002年、JTB。ISBN 4-533-04374-7。
- データで見るJR西日本（页面存档备份，存于） - 西日本旅客鉄道
- 日本鉄道請負業史 北陸本線（インターネット・アーカイブ）- 社団法人日本鉄道建設業協会（現・社団法人日本建設業連合会）
- 「第三章 明治期の産業・経済 第四節 鉄道敷設と公共事業 三 北陸線の敷設」福井県『福井県史』通史編5 近現代一、福井県史復刻刊行会。
- 「第二節 地域振興と県民生活 二 道路・鉄道の改良と河川改修 北陸線の電化」福井県『福井県史』通史編6 近現代二、福井県史復刻刊行会。
- 「第五章 転換期の福井県 第二節 県民生活の変容 一 交通網の整備 国鉄各線の再編」福井県『福井県史』通史編6 近現代二、福井県史復刻刊行会。
- 『幹線鉄道網・局部鉄道網線路一覧（页面存档备份，存于）』（国立国会図書館デジタルコレクション）鉄道院、明治45年1月。
- 土木貴重写真コレクション 北陸線・敦賀〜森田間工事中の大水害（明治28年）（敦賀線被害を含む）（页面存档备份，存于） - 土木学会附属土木図書館 デジタルアーカイブス
- 『鉄道ファン』2008年12月号（通巻572号）、交友社。
- 川島令三編著『中部ライン - 全線・全駅・全配線』5 米原駅 - 加賀温泉駅、講談社、2010年。ISBN 978-4-06-270065-8。
- 川島令三編著『中部ライン - 全線・全駅・全配線』6 加賀温泉駅 - 富山エリア、講談社、2010年。ISBN 978-4-06-270066-5。
- 川島令三編著『中部ライン - 全線・全駅・全配線』7 富山・糸魚川・黒部エリア、講談社、2010年。ISBN 978-4-06-270067-2。
- 川島令三編著『中部ライン - 全線・全駅・全配線』8 糸魚川駅 - 新潟エリア、講談社、2010年。ISBN 978-4-06-270068-9。
- 谷口昭夫『北陸線を走った列車たち』能登印刷出版部、2014年。ISBN 978-4-89010-640-0。